# أرقلة
أرقلة أو أورغل هي دائرة إدارية تقع في منطقة قطلونية شمال شرق إسبانيا، وهي تمثل جزءاً من المنطقة التاريخية المعروفة باسم كونتية أورغل.

## القرى
قائمة قرى دائرة أرقلة وأعداد سكانها وفق إحصاء عام 2001:
- أرغامونت - 4,759 نسمة.
- أنغليسولا - 1,219 نسمة.
- بيليانس - 586 نسمة.
- بيلبويغ - 4,088 نسمة.
- كاستلسيرا - 1,103 نسمة.
- سيوتاديلا - 220 نسمة.
- فوليولا - 1,230 نسمة.
- غويميرا - 365 نسمة.
- مالدا - 271 نسمة.
- نالك - 101 نسمة.
- إلس أوملس دي نا غايا - 152 نسمة.
- أوسو دي سيو - 239 نسمة.
- بريكسانا - 423 نسمة.
- بويجفيرد دي أغرامونت - 253 نسمة.
- سانت مارتي دي ريوكورب - 699 نسمة.
- تورنابوس - 796 نسمة.
- تاريغت - 12,848 نسمة.
- فولبونا دي ليس مونغس - 268 نسمة.
- فيردو - 1,004 نسمة
- فيلاغراسا - 402 نسمة.